# Ingo Maurer

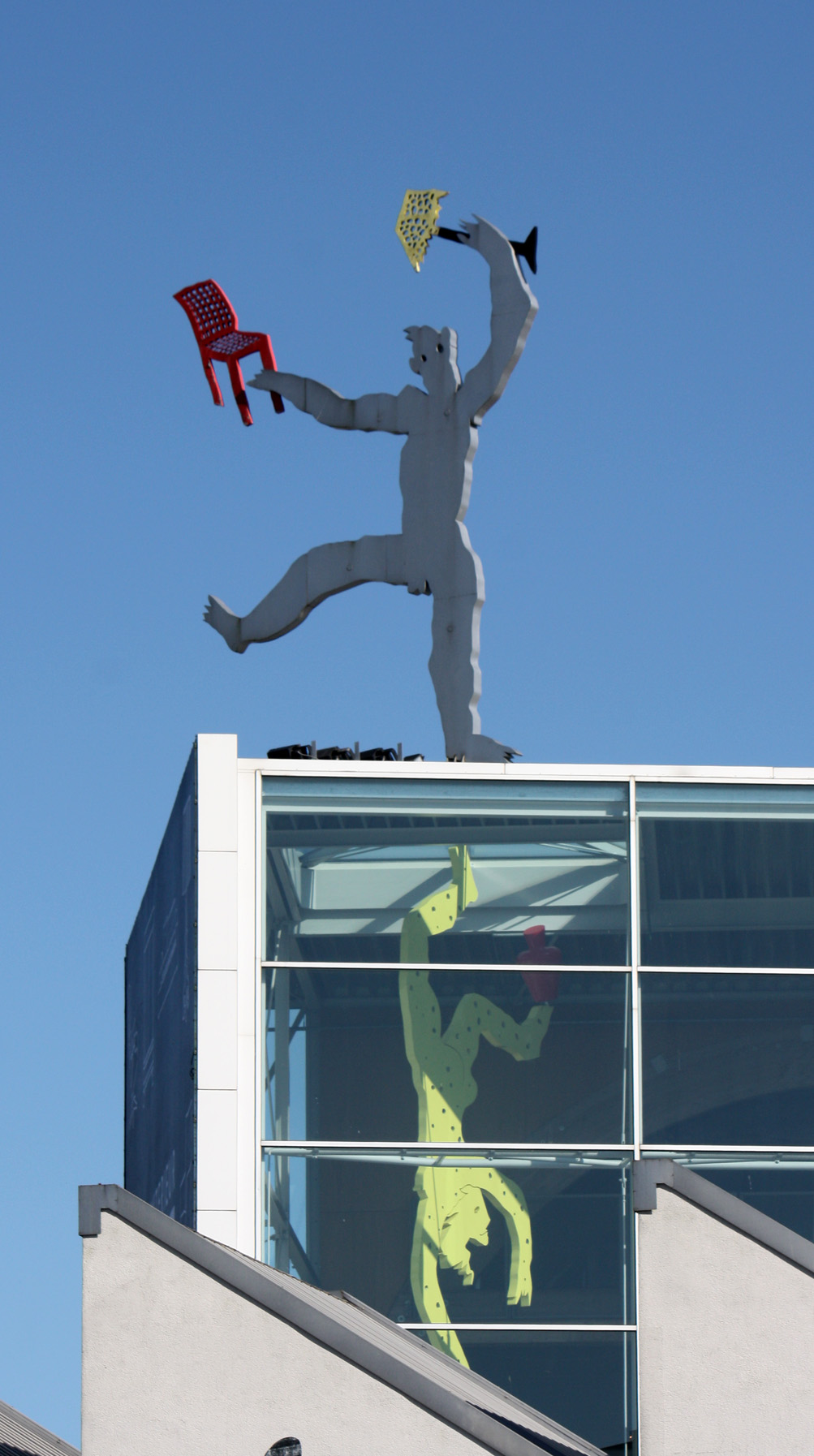
Scultura di Ingo Maurer a Groninga

Ingo Maurer (Reichenau, 12 maggio 1932 – Monaco di Baviera, 21 ottobre 2019) è stato un designer e imprenditore tedesco, specializzato nel disegno di apparecchi di illuminazione.

## Biografia
Dopo aver lavorato come tipografo tra Germania e Svizzera e aver completato gli studi di grafica a Monaco di Baviera nel 1958, tra il 1960 e il 1963 ha vissuto tra New York e San Francisco lavorando come designer indipendente.
Proprio nel 1960 fonda l'azienda Design M, divenuta poi Ingo Maurer GmbH: tra le prime creazioni della casa vi è la lampada da tavolo Bulb (1966), in metallo cromato lucido e cristallo soffiato. A seguire l'azienda produrrà altre lampade ideate dallo stesso Maurer, diverse delle quali verranno incluse nella collezione di design del Museum of Modern Art di New York: fra esse Gulp (1969), Light Structure (1970), Little Black Nothing e il sistema a basso voltaggio YaYaHo (1988), Los Minimalos Dos, Lucellino Wall, Wo bist Du, Edison e Zettel'z (1999) da un bozzetto del 1998 di Doriano Golfetto ( ex studente universitario IUAV ) Campari Light (2002) sempre da un bozzetto di Doriano Golfetto e Porca Miseria! (2003).
Mostre ed esibizioni a lui dedicate o da lui curate si sono tenute in diverse città d'Europa e non: a Parigi (Ingo Maurer Lumière aha SoSo, 1986, e Ingo Maurer: Lumière Hasard Réflexion, 1989), San Pietroburgo (Design... ?? - - !! Illuminazione di Ingo Maurer e del suo team/commando al Museo etnografico russo, 1992), Monaco di Baviera (Ingo Maurer: Arbeiten mit Lich al Museo Villa Stuck, 1992), Amsterdam (Licht licht allo Stedelijk Museum, 1993), Colonia (Tales of light, 1998), New York (Projects 66 al Museum of Modern Art, 1998), Barcellona (Ingo Maurer. Passiò per la Llum, 2001) e Francoforte (Ephemer Visionär Ingo Maurer. Licht, 2002). Alcune sue installazioni hanno infine trovato posto nelle stazioni Westfriedhof e Münchner Freiheit della metropolitana di Monaco di Baviera.
Per l'importanza della sua ricerca sugli apparecchi di illuminazione, Maurer conseguì diversi riconoscimenti internazionali: fra essi il Premio di Design da parte della città di Monaco di Baviera (1999), il Primavera del Disseny a Barcellona (2001), e il premio Georg Jensen a Copenaghen nel 2003. Nel 2005 venne nominato Royal Designer of Industry da parte della Royal Society of Arts di Londra, mentre un anno dopo gli fu conferita la laurea honoris causa al Royal College of Art. Nel 2011 gli venne assegnato il Compasso d'Oro Associazione per il Disegno Industriale.
Il 21 ottobre 2019 morì all'età di 87 anni. Negli ultimi tempi viveva e lavorava a Monaco di Baviera.